# Vuelta Ciclista del Uruguay
Die Vuelta Ciclista del Uruguay ist ein Radsport-Etappenrennen in Uruguay.
Es fand erstmals 1939 statt und wird seit 1946 jährlich ausgetragen. Das Rennen zählte bis 2012 zur UCI America Tour und war in die Kategorie 2.2 eingestuft. Die meisten Siege konnte der Uruguayer Federico Moreira erzielen, der das Rennen sechsmal für sich entscheiden konnte.

## Siegerliste
| - 2023 Jorge Giacinti - 2022 Agustin Alonso Torres - 2021 nicht ausgetragen - 2020 nicht ausgetragen - 2019 Walter Vargas - 2018 Magno Nazaret - 2017 Magno Nazaret - 2016 Nestor Pias - 2015 Carlos Oyarzun - 2014 Mariano De Fino - 2013 Cristian da Rosa - 2012 Magno Nazaret - 2011 Iván Casas - 2010 Richard Mascarañas - 2009 Scott Zwizanski - 2008 Richard Mascarañas - 2007 Jorge Bravo - 2006 Néstor Pías - 2005 Alvaro Tardáguila - 2004 Jorge Giacinti - 2003 Javier Gómez - 2002 Gustavo Figueredo - 2001 Javier Gómez - 2000 Javier Gómez - 1999 Federico Moreira - 1998 Jorge Giacinti - 1997 Federico Moreira - 1996 Milton Wynants - 1995 Gustavo Figueredo - 1994 Wjatscheslaw Dschawanjan - 1993 José Asconeguy - 1992 Andrés Maiztegui | - 1991 Federico Moreira - 1990 Federico Moreira - 1989 Federico Moreira - 1988 Ruben Campanioni - 1987 José Asconeguy - 1986 Federico Moreira - 1985 José Asconeguy - 1984 Pedro Arango - 1983 Eduardo Trillini - 1982 Omar Caino - 1981 Alcides Etcheverry - 1980 Juan Carlos Ruarte - 1979 Gerardo Bruzzone - 1978 Saúl Alcántara - 1977 Carlos Alcántara - 1976 Raúl Labbate - 1975 Antonio Díaz - 1974 Ruben Messones - 1973 Alberto Rodríguez - 1972 Walter Tardáguila - 1971 Pedro De Souza - 1970 Giuseppe Maffeis - 1969 Walter Moyano - 1968 Jorge Correa | - 1967 René Deceja - 1966 Tomás Correa - 1965 Juan José Timón - 1964 Walter Moyano - 1963 Walter Moyano - 1962 Rubén Etchebarne - 1961 Gabriel Barrios - 1960 Walter Moyano - 1959 Héctor Placeres - 1958 René Deceja - 1957 Walter Moyano - 1956 Juan Bautista Tiscornia - 1955 Luis Serra - 1954 Luis Serra - 1953 Anibal Donatti - 1952 Dante Sudatti - 1951 Próspero Barrios - 1950 Virgílio Pereyra - 1949 Luis Alberto Rodriguez - 1948 Atilio François Baldi - 1947 Atilio François Baldi - 1946 Atilio François Baldi - 1941 Abel Vera - 1939 Leandro Noli |